# St. Andrews (Nowa Zelandia)
St. Andrews – miasto w Nowej Zelandii, na Wyspie Południowej, w regionie Canterbury.